# Nothing Breaks Like a Heart
Nothing Breaks Like a Heart is een nummer van de Britse muziekproducent Mark Ronson samen met de Amerikaanse zangeres Miley Cyrus. Het werd uitgebracht op 29 november 2018 door RCA Records. Het nummer is onderdeel van Ronsons album Late Night Feelings.

## Promotie
Mark Ronson kondigde Nothing Breaks Like a Heart aan op 25 november 2018 door middel van een post op zijn sociale media. In de dagen erna plaatste Miley Cyrus op haar sociale media iedere dag tot de single uitkwam een stukje van de videoclip, met als achtergrondmuziek het intro van het nummer. Hiermee eindigde Cyrus na vier maanden haar afwezigheid van sociale media.
Ter promotie van het nummer traden Ronson en Cyrus op vrijdagavond 7 december 2018 live op in het Britse tv-programma The Graham Norton Show. Op 15 december 2018 brachten ze het nummer ook ten gehore in het Amerikaanse tv-programma Saturday Night Live.

## Videoclip
In de videoclip rijdt Miley Cyrus in een auto over een snelweg terwijl ze achtervolgd wordt door de politie. Langs de weg staan allerlei mensen die bordjes ophouden met teksten om haar te steunen. In de clip komen meerdere politieke en controversiële onderwerpen aan bod. Zo rijdt Cyrus door een stripclub, waar een aantal priesters toekijken, een referentie naar het seksueel misbruik binnen de Rooms-Katholieke Kerk. Andere onderwerpen zijn onder meer knielende Americanfootballspelers en kinderen met vuurwapens.

## Trivia
- In het eerste couplet zingt Miley Cyrus over een brandend huis. Cyrus' eigen huis in Malibu brandde af in november 2018 door de bosbranden in Californië. Het is echter toevallig dat dit in het nummer zit, aangezien het opnemen van het nummer een tijdje voor de bosbranden plaatsvond.[3]
- Nothing Breaks Like a Heart was de meest gedraaide plaat op de Nederlandse radio in februari en maart 2019.[4][5]

## Hitnoteringen

### Nederlandse Top 40
Alarmschijf week 49 2018 Radio 538
| Hitnotering: 15-12-2018 t/m 27-04-2019 | Hitnotering: 15-12-2018 t/m 27-04-2019 | Hitnotering: 15-12-2018 t/m 27-04-2019 | Hitnotering: 15-12-2018 t/m 27-04-2019 | Hitnotering: 15-12-2018 t/m 27-04-2019 | Hitnotering: 15-12-2018 t/m 27-04-2019 | Hitnotering: 15-12-2018 t/m 27-04-2019 | Hitnotering: 15-12-2018 t/m 27-04-2019 | Hitnotering: 15-12-2018 t/m 27-04-2019 | Hitnotering: 15-12-2018 t/m 27-04-2019 | Hitnotering: 15-12-2018 t/m 27-04-2019 | Hitnotering: 15-12-2018 t/m 27-04-2019 | Hitnotering: 15-12-2018 t/m 27-04-2019 | Hitnotering: 15-12-2018 t/m 27-04-2019 | Hitnotering: 15-12-2018 t/m 27-04-2019 | Hitnotering: 15-12-2018 t/m 27-04-2019 | Hitnotering: 15-12-2018 t/m 27-04-2019 | Hitnotering: 15-12-2018 t/m 27-04-2019 | Hitnotering: 15-12-2018 t/m 27-04-2019 | Hitnotering: 15-12-2018 t/m 27-04-2019 | Hitnotering: 15-12-2018 t/m 27-04-2019 | Hitnotering: 15-12-2018 t/m 27-04-2019 |
| Week:                                  | 1                                      | 2                                      | 3                                      | 4                                      | 5                                      | 6                                      | 7                                      | 8                                      | 9                                      | 10                                     | 11                                     | 12                                     | 13                                     | 14                                     | 15                                     | 16                                     | 17                                     | 18                                     | 19                                     | 20                                     |                                        |
| -------------------------------------- | -------------------------------------- | -------------------------------------- | -------------------------------------- | -------------------------------------- | -------------------------------------- | -------------------------------------- | -------------------------------------- | -------------------------------------- | -------------------------------------- | -------------------------------------- | -------------------------------------- | -------------------------------------- | -------------------------------------- | -------------------------------------- | -------------------------------------- | -------------------------------------- | -------------------------------------- | -------------------------------------- | -------------------------------------- | -------------------------------------- | -------------------------------------- |
| Positie:                               | 10                                     | 7                                      | 7                                      | 5                                      | 4                                      | 6                                      | 6                                      | 5                                      | 5                                      | 4                                      | 5                                      | 7                                      | 10                                     | 12                                     | 15                                     | 23                                     | 28                                     | 31                                     | 35                                     | 36                                     | uit                                    |

### Single Top 100
| Hitnotering: 08-12-2018 t/m 04-05-2019 | Hitnotering: 08-12-2018 t/m 04-05-2019 | Hitnotering: 08-12-2018 t/m 04-05-2019 | Hitnotering: 08-12-2018 t/m 04-05-2019 | Hitnotering: 08-12-2018 t/m 04-05-2019 | Hitnotering: 08-12-2018 t/m 04-05-2019 | Hitnotering: 08-12-2018 t/m 04-05-2019 | Hitnotering: 08-12-2018 t/m 04-05-2019 | Hitnotering: 08-12-2018 t/m 04-05-2019 | Hitnotering: 08-12-2018 t/m 04-05-2019 | Hitnotering: 08-12-2018 t/m 04-05-2019 | Hitnotering: 08-12-2018 t/m 04-05-2019 | Hitnotering: 08-12-2018 t/m 04-05-2019 | Hitnotering: 08-12-2018 t/m 04-05-2019 | Hitnotering: 08-12-2018 t/m 04-05-2019 | Hitnotering: 08-12-2018 t/m 04-05-2019 | Hitnotering: 08-12-2018 t/m 04-05-2019 | Hitnotering: 08-12-2018 t/m 04-05-2019 | Hitnotering: 08-12-2018 t/m 04-05-2019 | Hitnotering: 08-12-2018 t/m 04-05-2019 | Hitnotering: 08-12-2018 t/m 04-05-2019 |
| Week:                                  | 1                                      | 2                                      | 3                                      | 4                                      | 5                                      | 6                                      | 7                                      | 8                                      | 9                                      | 10                                     | 11                                     | 12                                     | 13                                     | 14                                     | 15                                     | 16                                     | 17                                     | 18                                     | 19                                     | 20                                     |
| -------------------------------------- | -------------------------------------- | -------------------------------------- | -------------------------------------- | -------------------------------------- | -------------------------------------- | -------------------------------------- | -------------------------------------- | -------------------------------------- | -------------------------------------- | -------------------------------------- | -------------------------------------- | -------------------------------------- | -------------------------------------- | -------------------------------------- | -------------------------------------- | -------------------------------------- | -------------------------------------- | -------------------------------------- | -------------------------------------- | -------------------------------------- |
| Positie:                               | 80                                     | 63                                     | 49                                     | 84                                     | 41                                     | 31                                     | 29                                     | 25                                     | 22                                     | 23                                     | 34                                     | 30                                     | 28                                     | 32                                     | 34                                     | 37                                     | 42                                     | 55                                     | 67                                     | 76                                     |
| Week:                                  | 21                                     | 22                                     |                                        |                                        |                                        |                                        |                                        |                                        |                                        |                                        |                                        |                                        |                                        |                                        |                                        |                                        |                                        |                                        |                                        |                                        |
| Positie:                               | 73                                     | 81                                     | uit                                    |                                        |                                        |                                        |                                        |                                        |                                        |                                        |                                        |                                        |                                        |                                        |                                        |                                        |                                        |                                        |                                        |                                        |

### Mega Top 50
Megahit week 49 2018 NPO 3FM
| Hitnotering: 08-12-2018 t/m 25-05-2019 | Hitnotering: 08-12-2018 t/m 25-05-2019 | Hitnotering: 08-12-2018 t/m 25-05-2019 | Hitnotering: 08-12-2018 t/m 25-05-2019 | Hitnotering: 08-12-2018 t/m 25-05-2019 | Hitnotering: 08-12-2018 t/m 25-05-2019 | Hitnotering: 08-12-2018 t/m 25-05-2019 | Hitnotering: 08-12-2018 t/m 25-05-2019 | Hitnotering: 08-12-2018 t/m 25-05-2019 | Hitnotering: 08-12-2018 t/m 25-05-2019 | Hitnotering: 08-12-2018 t/m 25-05-2019 | Hitnotering: 08-12-2018 t/m 25-05-2019 | Hitnotering: 08-12-2018 t/m 25-05-2019 | Hitnotering: 08-12-2018 t/m 25-05-2019 | Hitnotering: 08-12-2018 t/m 25-05-2019 | Hitnotering: 08-12-2018 t/m 25-05-2019 | Hitnotering: 08-12-2018 t/m 25-05-2019 | Hitnotering: 08-12-2018 t/m 25-05-2019 | Hitnotering: 08-12-2018 t/m 25-05-2019 | Hitnotering: 08-12-2018 t/m 25-05-2019 | Hitnotering: 08-12-2018 t/m 25-05-2019 |
| Week:                                  | 1                                      | 2                                      | 3                                      | 4                                      | 5                                      | 6                                      | 7                                      | 8                                      | 9                                      | 10                                     | 11                                     | 12                                     | 13                                     | 14                                     | 15                                     | 16                                     | 17                                     | 18                                     | 19                                     | 20                                     |
| -------------------------------------- | -------------------------------------- | -------------------------------------- | -------------------------------------- | -------------------------------------- | -------------------------------------- | -------------------------------------- | -------------------------------------- | -------------------------------------- | -------------------------------------- | -------------------------------------- | -------------------------------------- | -------------------------------------- | -------------------------------------- | -------------------------------------- | -------------------------------------- | -------------------------------------- | -------------------------------------- | -------------------------------------- | -------------------------------------- | -------------------------------------- |
| Positie:                               | 12                                     | 5                                      | 6                                      | 8                                      | 11                                     | 12                                     | 8                                      | 8                                      | 6                                      | 5                                      | 6                                      | 6                                      | 8                                      | 9                                      | 8                                      | 9                                      | 10                                     | 13                                     | 17                                     | 22                                     |
| Week:                                  | 21                                     | 22                                     | 23                                     | 24                                     | 25                                     |                                        |                                        |                                        |                                        |                                        |                                        |                                        |                                        |                                        |                                        |                                        |                                        |                                        |                                        |                                        |
| Positie:                               | 27                                     | 30                                     | 36                                     | 38                                     | 47                                     | uit                                    |                                        |                                        |                                        |                                        |                                        |                                        |                                        |                                        |                                        |                                        |                                        |                                        |                                        |                                        |

### Vlaamse Ultratop 50
| Hitnotering: 15-12-2018 t/m 22-06-2019 | Hitnotering: 15-12-2018 t/m 22-06-2019 | Hitnotering: 15-12-2018 t/m 22-06-2019 | Hitnotering: 15-12-2018 t/m 22-06-2019 | Hitnotering: 15-12-2018 t/m 22-06-2019 | Hitnotering: 15-12-2018 t/m 22-06-2019 | Hitnotering: 15-12-2018 t/m 22-06-2019 | Hitnotering: 15-12-2018 t/m 22-06-2019 | Hitnotering: 15-12-2018 t/m 22-06-2019 | Hitnotering: 15-12-2018 t/m 22-06-2019 | Hitnotering: 15-12-2018 t/m 22-06-2019 | Hitnotering: 15-12-2018 t/m 22-06-2019 | Hitnotering: 15-12-2018 t/m 22-06-2019 | Hitnotering: 15-12-2018 t/m 22-06-2019 | Hitnotering: 15-12-2018 t/m 22-06-2019 | Hitnotering: 15-12-2018 t/m 22-06-2019 | Hitnotering: 15-12-2018 t/m 22-06-2019 | Hitnotering: 15-12-2018 t/m 22-06-2019 | Hitnotering: 15-12-2018 t/m 22-06-2019 | Hitnotering: 15-12-2018 t/m 22-06-2019 | Hitnotering: 15-12-2018 t/m 22-06-2019 |
| Week:                                  | 1                                      | 2                                      | 3                                      | 4                                      | 5                                      | 6                                      | 7                                      | 8                                      | 9                                      | 10                                     | 11                                     | 12                                     | 13                                     | 14                                     | 15                                     | 16                                     | 17                                     | 18                                     | 19                                     | 20                                     |
| -------------------------------------- | -------------------------------------- | -------------------------------------- | -------------------------------------- | -------------------------------------- | -------------------------------------- | -------------------------------------- | -------------------------------------- | -------------------------------------- | -------------------------------------- | -------------------------------------- | -------------------------------------- | -------------------------------------- | -------------------------------------- | -------------------------------------- | -------------------------------------- | -------------------------------------- | -------------------------------------- | -------------------------------------- | -------------------------------------- | -------------------------------------- |
| Positie:                               | 30                                     | 18                                     | 12                                     | 16                                     | 7                                      | 5                                      | 8                                      | 3                                      | 2                                      | 2                                      | 3                                      | 3                                      | 4                                      | 4                                      | 4                                      | 3                                      | 5                                      | 11                                     | 12                                     | 13                                     |
| Week:                                  | 21                                     | 22                                     | 23                                     | 24                                     | 25                                     | 26                                     | 27                                     | 28                                     |                                        |                                        |                                        |                                        |                                        |                                        |                                        |                                        |                                        |                                        |                                        |                                        |
| Positie:                               | 22                                     | 17                                     | 29                                     | 34                                     | 36                                     | 35                                     | 43                                     | 42                                     | uit                                    |                                        |                                        |                                        |                                        |                                        |                                        |                                        |                                        |                                        |                                        |                                        |

### Vlaamse Radio 2 Top 30
| Hitnotering: 22-12-2018 t/m 11-05-2019 | Hitnotering: 22-12-2018 t/m 11-05-2019 | Hitnotering: 22-12-2018 t/m 11-05-2019 | Hitnotering: 22-12-2018 t/m 11-05-2019 | Hitnotering: 22-12-2018 t/m 11-05-2019 | Hitnotering: 22-12-2018 t/m 11-05-2019 | Hitnotering: 22-12-2018 t/m 11-05-2019 | Hitnotering: 22-12-2018 t/m 11-05-2019 | Hitnotering: 22-12-2018 t/m 11-05-2019 | Hitnotering: 22-12-2018 t/m 11-05-2019 | Hitnotering: 22-12-2018 t/m 11-05-2019 | Hitnotering: 22-12-2018 t/m 11-05-2019 | Hitnotering: 22-12-2018 t/m 11-05-2019 | Hitnotering: 22-12-2018 t/m 11-05-2019 | Hitnotering: 22-12-2018 t/m 11-05-2019 | Hitnotering: 22-12-2018 t/m 11-05-2019 | Hitnotering: 22-12-2018 t/m 11-05-2019 | Hitnotering: 22-12-2018 t/m 11-05-2019 | Hitnotering: 22-12-2018 t/m 11-05-2019 | Hitnotering: 22-12-2018 t/m 11-05-2019 | Hitnotering: 22-12-2018 t/m 11-05-2019 | Hitnotering: 22-12-2018 t/m 11-05-2019 |
| Week:                                  | 1                                      | 2                                      | 3                                      | 4                                      | 5                                      | 6                                      | 7                                      | 8                                      | 9                                      | 10                                     | 11                                     | 12                                     | 13                                     | 14                                     | 15                                     | 16                                     | 17                                     | 18                                     | 19                                     | 20                                     |                                        |
| -------------------------------------- | -------------------------------------- | -------------------------------------- | -------------------------------------- | -------------------------------------- | -------------------------------------- | -------------------------------------- | -------------------------------------- | -------------------------------------- | -------------------------------------- | -------------------------------------- | -------------------------------------- | -------------------------------------- | -------------------------------------- | -------------------------------------- | -------------------------------------- | -------------------------------------- | -------------------------------------- | -------------------------------------- | -------------------------------------- | -------------------------------------- | -------------------------------------- |
| Positie:                               | 20                                     | 17                                     | 6                                      | 5                                      | 4                                      | 3                                      | 2                                      | 1                                      | 4                                      | 7                                      | 5                                      | 6                                      | 5                                      | 5                                      | 4                                      | 9                                      | 19                                     | 21                                     | 25                                     | 27                                     | uit                                    |

### NPO Radio 2 Top 2000
| Nummer met noteringen in de NPO Radio 2 Top 2000 | '19  | '20  |
| ------------------------------------------------ | ---- | ---- |
| Nothing Breaks Like a Heart                      | 1935 | 1751 |

1. ↑  Een vetgedrukt getal geeft de hoogste notering aan.
2. ↑  2019 was het eerste jaar met een notering voor dit nummer.
3. ↑  Deze tabel is bijgewerkt tot en met de laatste editie (2024).